# 南志信

制憲國民大會代表南志信

志信．卡達若班（卑南語：Sising Katadrepan，1886年4月18日—1958年8月13日），臺灣臺東市卑南族人，為首位臺灣原住民西醫。

## 生平

### 早年經歷
1886年4月18日，志信．卡達若班出生於卑南社，家中排行第三，出身Katadrepan家族，父親來自LwangaDan家族。「志信」此名是日本人按照該他人名的發音（卑南語：Sising）所配的漢字。

### 日治時期
1897年，志信就讀4年制國語傳習所卑南分教場（今南王國小），1902年畢業後隨即赴知本分教場（今知本小學）任職，1904年4月獲推薦保送臺灣總督府醫學校，於1909年4月畢業。隨即進入臺東醫院擔任雇員。1911年5月11日獲頒醫業執照，成為臺灣原住民第一位受西式訓練的正牌醫生。
志信自醫校畢業後的前20年任職公醫，服務於臺東醫院，職等是判任之醫官補，所擅長的是瘧疾和恙蟲病，備受日本政府看重，還獲裕仁皇太子接見並合照。1920年3月升為醫官補。
1925年4月19日，因臺灣總督府認為志信內科醫術卓越，致力於普及國語，鼓吹衛生思想，改良習俗，改善蕃社，並指導原住民開發，不僅於附近蕃社有威望，即使在日臺人間亦極受尊敬，故於授與紳章，為獲頒紳章第二位原住民，僅次於埔里社的潘踏比厘。
1928年4月20日取和名為南志信，5月申請。1929年4月15日，他因病請求退官。臺東醫院院長壁島美明，陳報臺灣總督川村竹治表示該人任用為醫官補已持續二十年，為表示獎勵，而擬任用為醫院醫官後，讓其退官。同年5月16日，志信被任為臺灣總督府醫院醫官，敘高等官七等。翌日依願免官，並給與獎金1130圓。該年5月24日《臺灣日日新報》寫下：「浴身於完全異例之特典，集高砂族之榮譽於一身。」
志信他受同事影響，辭去公醫自行開業，醫院就開在臺東醫院之北，名為「南醫院」。雖然自公職退休，但在臺東醫院院長的懇請下，請其繼續在臺東醫院兼職。他娶漢人女子吳蓮花為妻，共生有五子七女。
志信的七女後來給好友馬智禮當養女。
1927年，志信因不滿原住民與漢人都要繳稅，可是日本人只針對原住民徵調，遂和家人移居到臺東醫院附近，藉此擺脫卑南社警察的指使，也少去義務勞動。
志信看診時常會先問看起來沒有食欲的病人吃了沒，如果病人說吃不下，會遭到他厲聲叱責說：「不吃，怎麼會好，你先吃，我才給你看病。」然後請妻子準備飯菜給病人吃，才開始診治。也常免費為窮困的人家診治，並提供藥品。他很少喝酒但不嫌棄與族人一同蹲地飲食，甚至以傳統的方式用手抓食物，愛食漢人與日本人視為野蠻的食物。藤崎濟之助在1930年出版的《臺灣之蕃族》，以「精勵恪勤」之讚美志信的工作表現。
1945年4月1日，志信被任命為臺灣總督府評議會議員。

### 戰後時期
戰後第二年，南志信改為從政，遠赴南京，獲選為中華民國制憲國民大會代表，並在當地時認識滿族代表毓鋆。1947年南志信又擔任臺灣省首任省府委員。
1947年6月，在台灣省政府委員會第5次會議期間對於由山地選出的國大代表，建議勿以「高山族」稱呼，提案改稱為「台灣族」。
二二八事件爆發後幾天，蔣渭川來到臺灣廣播電臺對臺長林忠說要廣播，當時南志信也來廣播，林忠將其廣播稿內容修改，大意是要眾人安靜，莫輕信謠言。同年3月26日，南志信與白崇禧及卑南族初鹿社頭目馬智禮在臺北賓館見面並留影。後來花蓮處委會的馬有岳對林忠說：「還好你改過廣播內容，救了我一命！否則有些原住民本想要暴動，我都快壓制不下，幸好他們聽過南志信的廣播後，才逐漸平息下來。」
國共戰爭末期，國民黨節節敗退之時，南志信請毓鋆到臺東農校作教務主任，當時校長為陳耕元。
從政期間，南志信認為「高山族」是歧視用語，曾建議政府將台灣原住民族正名為當時通用的「臺灣族」，還曾率領地方人士極力爭取卑南上圳及交通水利工程等，並籌設並出任首屆「臺灣省山地建設協會」理事長，向省政府爭取撥用位於羅斯福路一段的臺灣省府委員辦公處作為山地會館，以為北上的原住民同胞提供落腳處。為加強原住民社會的醫療，他聯合了同任省府委員的醫校學弟杜聰明，促成高雄醫學院開辦兩期「臺灣省山地醫師醫學專科修班」。
有次客人登門拜訪南志信，但伴手禮的水果籃下竟有現金，他因此氣憤地拿起番刀，追得拜訪者驚慌衝出大門，還把賄款撒出門外。後來他改任兼職的省府顧問，但因看不慣政府官員的腐敗而辭掉顧問職位。
1958年8月13日晚上10時，南志信病逝於臺灣省立臺北醫院（今臺北市立聯合醫院中興院區），同月15日在臺北火葬後，即移靈返回臺東自宅舉行告別式，骨灰安葬於臺東寶桑。

## 身後
2012年初，卑南族巴布麓社於臺東縣原住民文化會館推出「跨越時代的先驅──卑南族人南志信的故事特展」時，展品有南志信的醫療用工具箱、日記等。

## 軼事
身為畫家的南群玲表示當她要畫外祖父南志信的畫像時，外祖父出現在她夢中，說希望穿原民服、持蔣中正總統贈送的手杖，背景有看診情形等。她半信半疑果真在老家尋獲手杖，因此繪出這樣的外祖父畫像。

## 外部連結
- 白先勇答毛升-白崇禧與南志信合影 （页面存档备份，存于）